# Nautilus (filhanterare)
GNOME Filer, som numera heter Nautilus, är den officiella filhanteraren för skrivbordsmiljön GNOME. Den är fri programvara under licensen GPL-3.0-or-later. Den är utvecklad av Martin Wehner, Alexander Larsson, Dave Camp och Christian Neumair med flera.